# متحف البيو–كليمينتينو
متحف البيو–كليمينتينو يقع في روما، الفاتيكان 1773.

## النشأة
والمعروف بأن مدينة روما كانت معابدها ومبانيها العامة مليئة بالعديد من التماثيل وذلك على حسب ما جاء على لسان بليني والذي ولد عام 23م، ومع مطلع القرن الخامس عشر الميلادي تشهد روما على فترات وأحيانا كثير بطريقة الصدفة أو بقصد الاقتناء أعمالا من الحفائر في أرجاء فسيحة، وبفضل المجهود الضخمة لباباوات الفاتيكان وتشجيعهم للفن ودراسة الآثار القديمة والحفاظ عليها فإن مدينة روما أصبحت في القرن الخامس عشر موطن النهضة في أوروبا ومدرسة كبرى للفن، وهُناك بعض المجموعات التي كانت في مدينة روما آنذاك واشهرها ما كان في حديقة الروائع الأثرية Belvedere بالفاتيكان والمجموعة التي سميت بمتحف الكابيتول، وكان البابا سيكستوس الرابع قد أمر عام 1471 م ببناء المجموعة الأثرية التي أصبحت فيما بعد نواة متحف الفاتيكان.

## التاريخ
وبعد أن حصلت روما على مجموعة المباني والتي بدء يجمعها في عام 1717- 1734 بدء في جعل متحف الكابيتول واحد من أهم وأكبر متاحف العالم آنذاك. إلا أن أكبر وأعظم متحف عرفه القرن الثامن عشر هو ذلك الذي أقامه في الفاتيكان البابا كليمنت الرابع عشر والبابا بيوس السادس في الفترة من 1770-1792 والذي عرف باسم متحف البيو–كليمينتينو وتم فتحه للجمهور في عام 1773، وكان في الواقع امتداد لمعرض التماثيل القديمة بالبلفادير والذي كان يحوى قطعا جميلة وضعت حول نافورة بين أشجار البرتقال وحول أحواض الزهور وكان هذا المكان بمثابة مجموعة خاصة للباباوات والذين ربطوا بينه وبين المقر البابوي بدهليز طويل ومن أشهر ما حوى تمثال ابولو الشهير.